# Katin
Katin (más néven d-norpszeudoefedrin, INN: cathine) egyfajta pszichoaktív stimuláns, amely a fenetilaminok és az amfetaminok kémiai osztályába tartozik. A katinonnal együtt természetes formában a kat (latinul: Catha edulis) nevű növényben is megtalálható. Ez a két vegyület járul hozzá a kat pszichostimuláns hatásához.

## Gyógyszerészeti vonatkozása
Mint minden más amfetamin, az efedrinhez és a katinonhoz hasonlóan a katin is noradrenalin- és adrenalin-felszabadító ágensként működik. Kis mértékben dopamin-felszabadító hatással is bír.

## Kémiája
A katin a fenilpropanolamin (FPA) egyik optikai izomerje.

## Szabályozás
A Nemzetközi Doppingellenes Ügynökség listáján a tiltott anyagok között szerepel (ezt a listát használják többek között az olimpiai játékok és atlétikai események résztvevőinek vizsgálatakor is), melyben a vizeletből kimutatott megengedett legmagasabb koncentráció határértéke 5 μ/ml. A kábítószer-egyezmény alapján a pszichotróp anyagok közé tartozik, és az Amerikai Egyesült Államokban Schedule IV szerint szabályozott anyagok közé sorolják.
Hongkongban a katin a „Veszélyes gyógyszerek szabályozása” 134. fejezete alapján a Schedule 1 besorolást kapta. Ez azt jelenti, hogy jogszerűen csak egyetemi kutatási célokra, illetve a szakgyógyellátásban használható. Ez alapján célzott gyógyításban a gyógyszerészek receptre adhatják ki. Aki recept nélküli készítményeket árul, 10 000 hongkongi dollár (HKD) bírságra számíthat. Az engedély nélküli kereskedelme vagy gyártása 5 000 000 hongkongi dollár (HKD) büntetéssel, illetve életfogytig tartó szabadságvesztéssel büntetendő. A Hongkongi Egészségügyi Minisztérium engedélye nélküli birtoklása és fogyasztása illegális, és 1 000 000 hongkongi dollár büntetéssel és/vagy 7 év börtönnel büntethető.

## Készítmények
A nemzetközi gyógyszerkereskedelemben sokféle szer kapható. Magyarországon nincs forgalomban.

## Fordítás
Ez a szócikk részben vagy egészben a Cathine című angol Wikipédia-szócikk fordításán alapul.  Az eredeti cikk szerkesztőit annak laptörténete sorolja fel. Ez a jelzés csupán a megfogalmazás eredetét és a szerzői jogokat jelzi, nem szolgál a cikkben szereplő információk forrásmegjelöléseként.